# 庄振文
庄振文（1964年4月—），男，汉族，台湾台南人，中华人民共和国政治人物。现任台盟上海市委副主委，全国台联常务理事，上海市台湾同胞联谊会专职副会长。第十三、十四届全国政协委员。